# 富樫基光
富樫 基光（とがし もとみつ、生没年不詳）は、室町時代 / 戦国時代ごろの武将。加賀守護富樫家家臣・一門衆。本姓は藤原。通称：八郎次。別名：坪内 基光。

## 基光と富樫氏
基光は、富樫氏の一門衆である富樫国定の子に生まれる。加賀国の守護大名・富樫家の一門として富樫家に仕えたが、越前国坂井郡丸岡坪ノ内に居住したとされている。坪ノ内に居住していたことから一時的に坪内基光を名乗った。応仁の乱が勃発し、富樫家の富樫政親らとその実弟・富樫幸千代らが対立する御家騒動が起きると、父の国定とともに武功を上げた。
富樫氏は藤原利仁の後裔である加賀斎藤氏の流れをくむ氏族 で、斎藤宗助の子の家国が加賀国富樫郷を治めて富樫家国を名乗ったのが始まりである。

## 系譜
- 祖父：富樫安隆
- 父：富樫国定
- 母：不詳
- 生母不明の子
  - 男子：富樫基定
  - 孫：富樫頼定